# Conflict: FreeSpace - The Great War
Conflict: FreeSpace – The Great War er en rumkamp simulator fra 1998, udviklet til computer af Volition, Inc., da de brød sig løs fra Parallax Software. Spillet er udgivet af Interplay Entertainment, og kendes også som Descent: FreeSpace – The Great War i USA. I 2001 blev spillet portet til Amiga af Hyperion Entertainment, under titlen FreeSpace – The Great War